# Jane Björck
Jane Björck, folkbokförd Jane Katarina Björk, född 10 april 1961 i Fagersta, är en svensk programledare och verksam vid SVT:s sportredaktion. Hon flyttade till Stockholm 1987 och kom till SVT samma år. Hon har också varit radiopratare i Örebro. Jane Björck är aktiv i programmen Sportnytt och Sportspegeln.